# Bonvillars
Bonvillars ist eine politische Gemeinde im Bezirk Jura-Nord vaudois des Kantons Waadt in der Schweiz.

## Geographie
Bonvillars liegt auf 475 m ü. M., 7 km nordnordöstlich der Bezirkshauptstadt Yverdon-les-Bains (Luftlinie). Das Bauerndorf erstreckt sich am Jurasüdfuss, am Fuss des Mont Aubert, rund 1,5 km vom Ufer des Neuenburgersees entfernt.
Die Fläche des 7,5 km² grossen Gemeindegebiets umfasst einen schmalen Abschnitt am Westufer des Neuenburgersees, östlich der Mündung des Arnon. Der Gemeindeboden erstreckt sich vom flachen Seeufer nach Norden über die Niederung des Arnon. Nördlich des Dorfes reicht das Gebiet in einem schmalen Streifen über den teils bewaldeten, teils von Wiesen bestandenen Hang bis auf den Kamm des Mont Aubert. Hier wird mit 1346 m ü. M. die höchste Erhebung von Bonvillars erreicht. Ein kleiner Gemeindeteil liegt nördlich des Kammes im Einzugsgebiet des Baches La Vaux, der bei Vaumarcus in den Neuenburgersee fliesst. Am unteren Jurasüdhang befindet sich das Naturschutzgebiet Chassagne. Von der Gemeindefläche entfielen 1997 5 % auf Siedlungen, 44 % auf Wald und Gehölze, 50 % auf Landwirtschaft und etwas weniger als 1 % war unproduktives Land.
Zu Bonvillars gehören einige Einzelhöfe am Südhang des Juras (Les Vullierens) und auf dem Kamm des Mont Aubert. Die Nachbargemeinden von Bonvillars sind im Süden Grandson, im Südosten Champagne, im Osten Tévenon, im Norden Provence, im Nordnordosten Concise, im Nordosten Corcelles-près-Concise und im Osten Onnens.

## Bevölkerung
Mit 526 Einwohnern (Stand 31. Dezember 2023) gehört Bonvillars zu den kleinen Gemeinden des Kantons Waadt. Von den Bewohnern sind 95,9 % französischsprachig, 2,3 % deutschsprachig und 0,9 % italienischsprachig (Stand 2000). Die Bevölkerungszahl von Bonvillars belief sich 1850 auf 470 Einwohner, 1900 auf 515 Einwohner. Danach wurde bis 1960 (270 Einwohner) eine starke Abwanderung verzeichnet. In den letzten Jahrzehnten ist wieder eine leicht steigende Tendenz zu beobachten.

## Wirtschaft
Bonvillars war lange Zeit ein hauptsächlich durch die Landwirtschaft geprägtes Dorf. Noch heute spielen der Weinbau (am Hang oberhalb des Dorfes), der Ackerbau (in den Niederungen des Arnon) und die Viehzucht und Milchwirtschaft (auf den Jurahhöhen) eine wichtige Rolle. 1948 wurden die Caves des viticulteurs de Bonvillars et environs gebaut, um den Wein aus dem Bezirk Grandson zu lagern. Weitere Arbeitsplätze gibt es in einigen Handwerksbetrieben. Auf der Gemeindegrenze zwischen Bonvillars und Onnens stehen die 1973 errichteten riesigen Lagerhäuser der Fabriques de tabacs réunies SA.

## Verkehr
Die Gemeinde ist verkehrsmässig gut erschlossen. Sie liegt 1 km von der Hauptstrasse 5 von Neuchâtel nach Yverdon entfernt. Der nächste Anschluss an die Autobahn A5 (Yverdon-Neuchâtel), welche das Gemeindegebiet durchquert und 2005 dem Verkehr übergeben wurde, befindet sich rund 2,5 km vom Ortskern entfernt. Am 7. November 1859 wurde die Eisenbahnlinie Neuchâtel–Yverdon eingeweiht. Der Bahnhof Onnens-Bonvillars liegt zum grössten Teil auf dem Gebiet von Onnens. Bonvillars wird auch durch die Buslinie von Gorgier nach Yverdon bedient.

## Geschichte
Der etwa 3 m hohe Menhir von Bonvillars ist der höchste Monolith der Schweiz. Er steht in einem Weinberg südwestlich von Bonvillars, Auf dem Gemeindegebiet von Bonvillars wurden Spuren eines römischen Gutshofes sowie Überreste von Gräbern aus der Burgunderzeit gefunden. Die erste urkundliche Erwähnung des Ortes erfolgte 1100 unter dem Namen Binvilar. In der Folgezeit erschienen zahlreiche weitere Schreibweisen: Bonus vilar (1124), Binvillare (1148) und Bienvilar (1154). Der Ortsname ist von den lateinischen Wörtern bonus (gut) und villare (Weiler) abgeleitet.
Seit dem Mittelalter gehörte Bonvillars zur Herrschaft Grandson, bildete darin aber unter den Edlen von Bonvillars (seit dem 12. Jahrhundert bezeugt) eine weitgehend selbständige Verwaltungseinheit mit eigenem Gericht. Nach 1476 wurde Grandson eine Vogtei unter der gemeinen Herrschaft von Bern und Freiburg. Nach dem Zusammenbruch des Ancien Régime gehörte Bonvillars von 1798 bis 1803 während der Helvetik zum Kanton Léman, der anschliessend nach der Mediation im Kanton Waadt aufging.

## Sehenswürdigkeiten
Die reformierte Pfarrkirche Saint-Nicolas wurde bereits 1148 als Besitz der Abtei Payerne erwähnt. Die einschiffige Kirche besitzt eine Seitenkapelle aus dem 15. Jahrhundert. 1532 kam die Gemeinde Bonvillars nach der Reformation an die Pfarrei Onnens; seit 1846 gehört sie zur Pfarrei Champagne. Westlich des Dorfes befindet sich der ehemalige Herrensitz La Cour mit Gebäudeteilen aus dem 15. und 17. Jahrhundert. Er ist seit 1856 im Besitz der Gemeinde, wurde mehrfach restauriert und beherbergt heute eine Schule und Teile der Gemeindeverwaltung.
In den Weinbergen an der Strasse nach Champagne steht der drei Meter grosse Menhir von Bonvillars aus Gneis.

## Bildgalerie

Luftbild (1949)
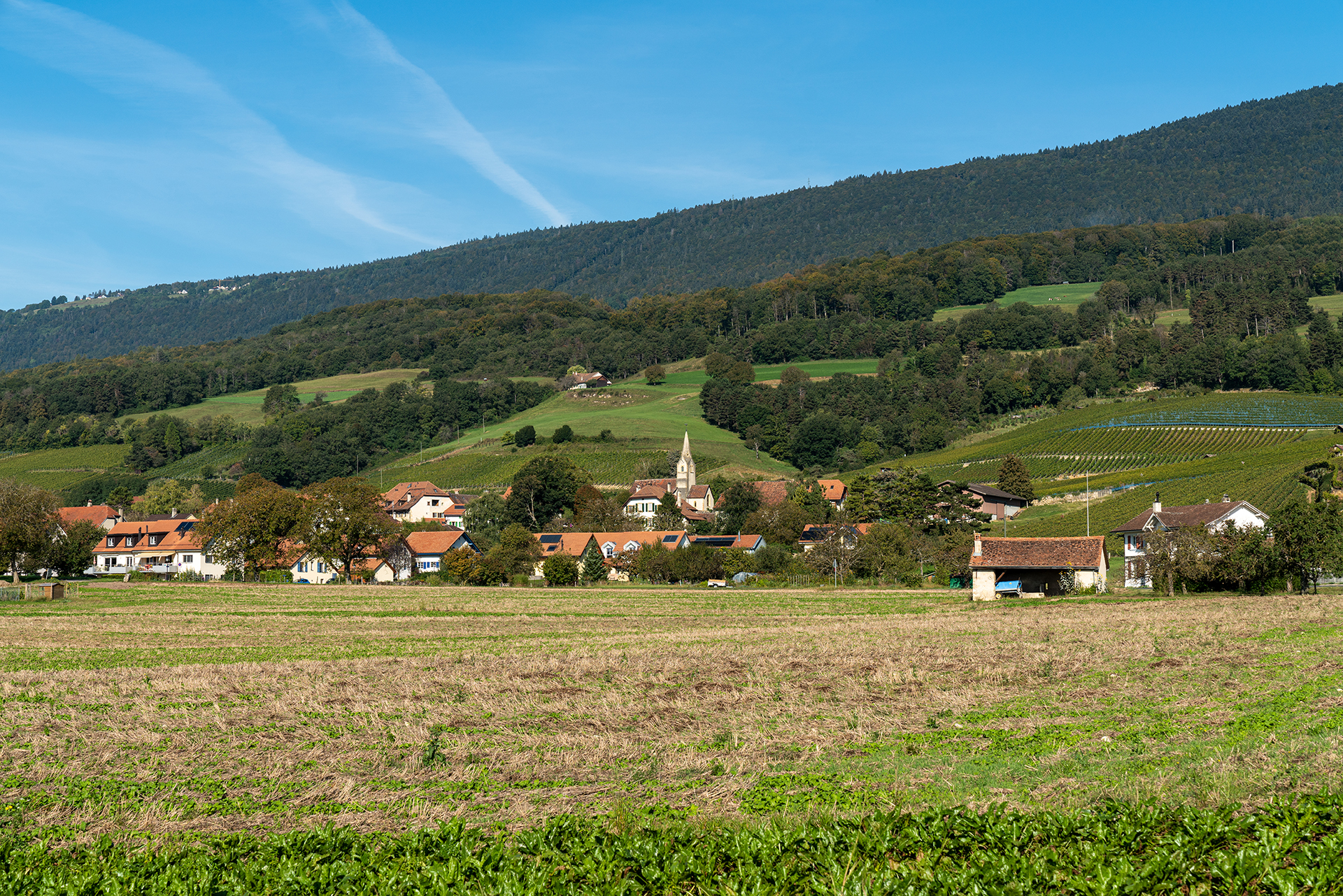
Bonvillars
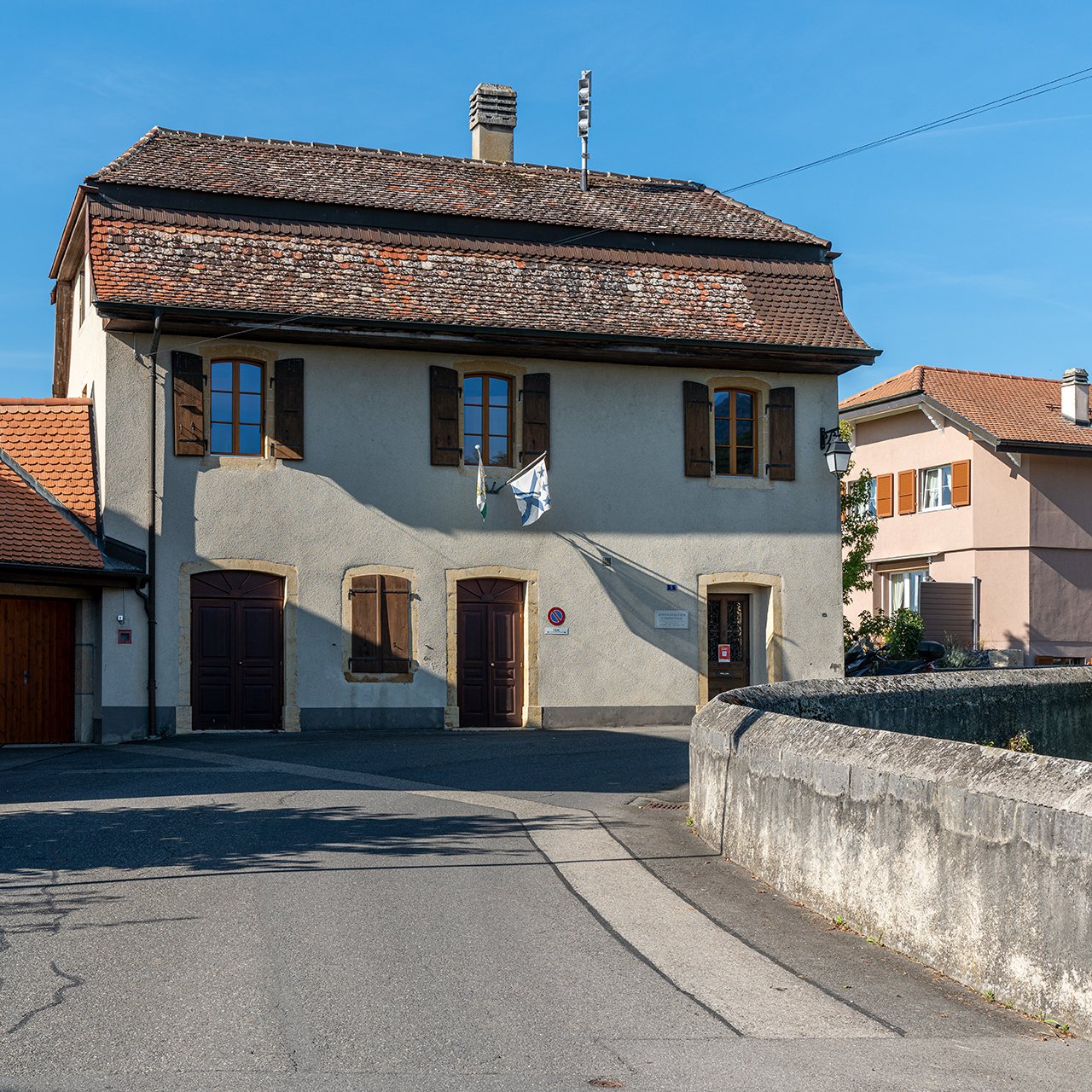
Gemeindeverwaltung
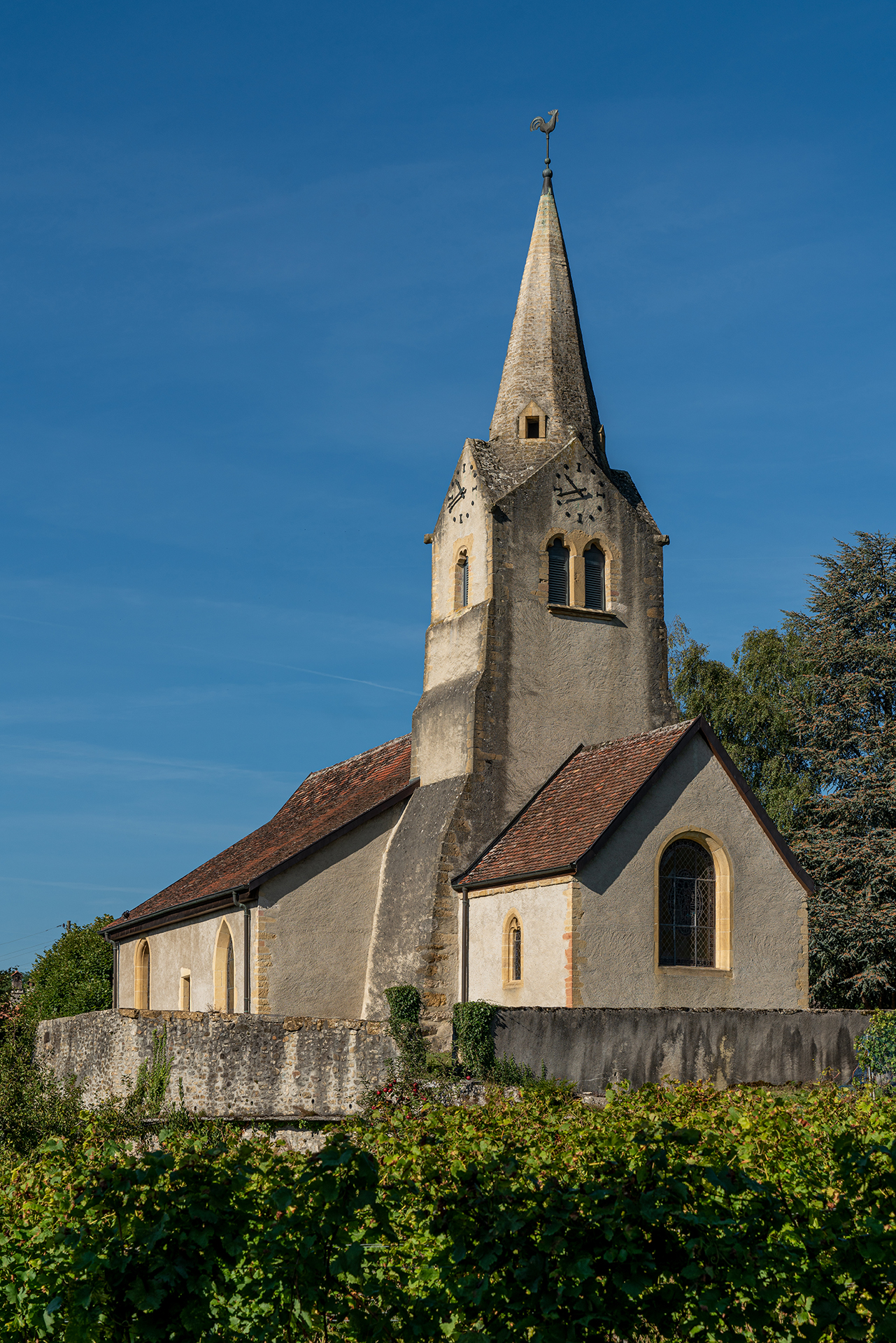
Ref. Kirche
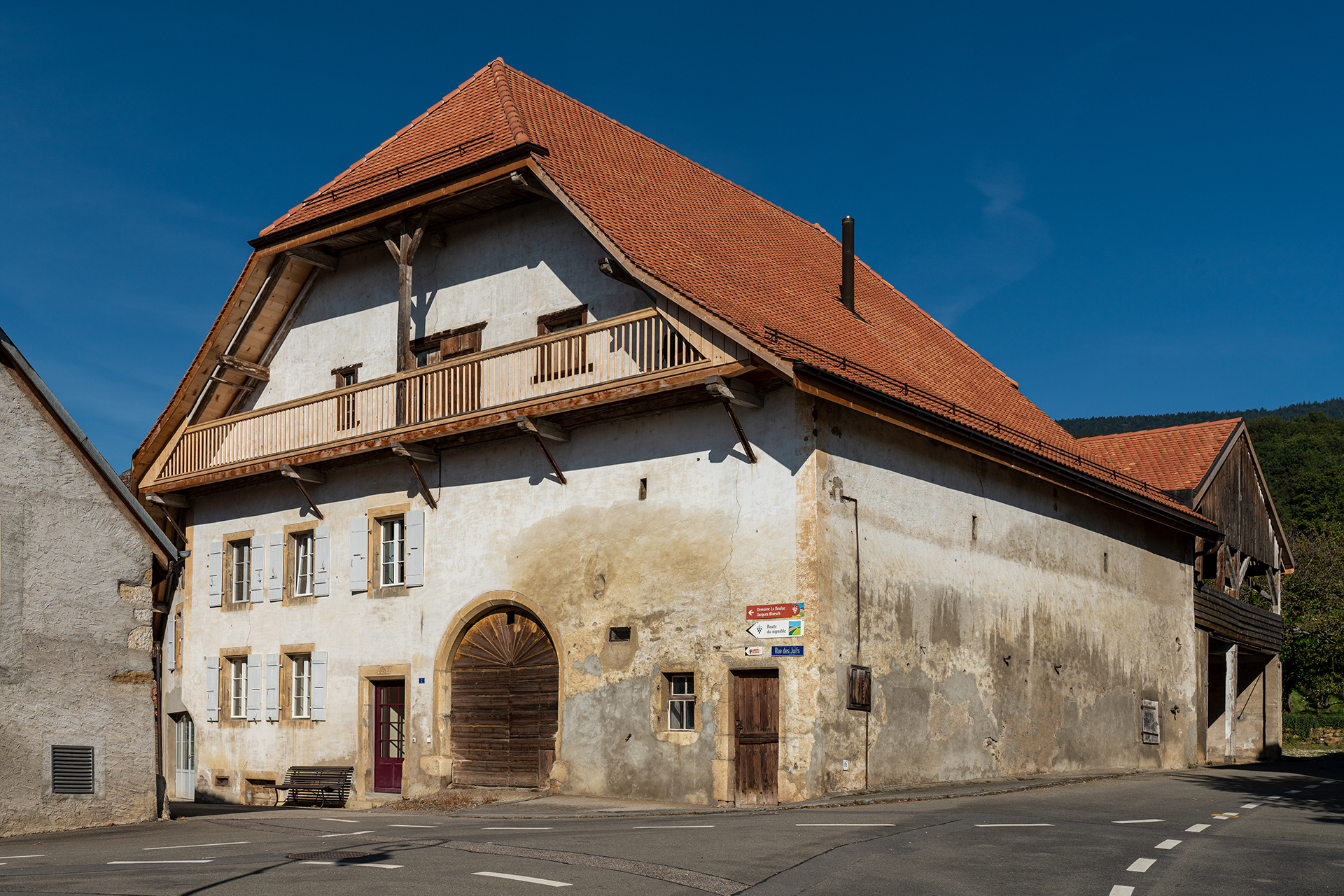
Ortstypisches Bauernhaus
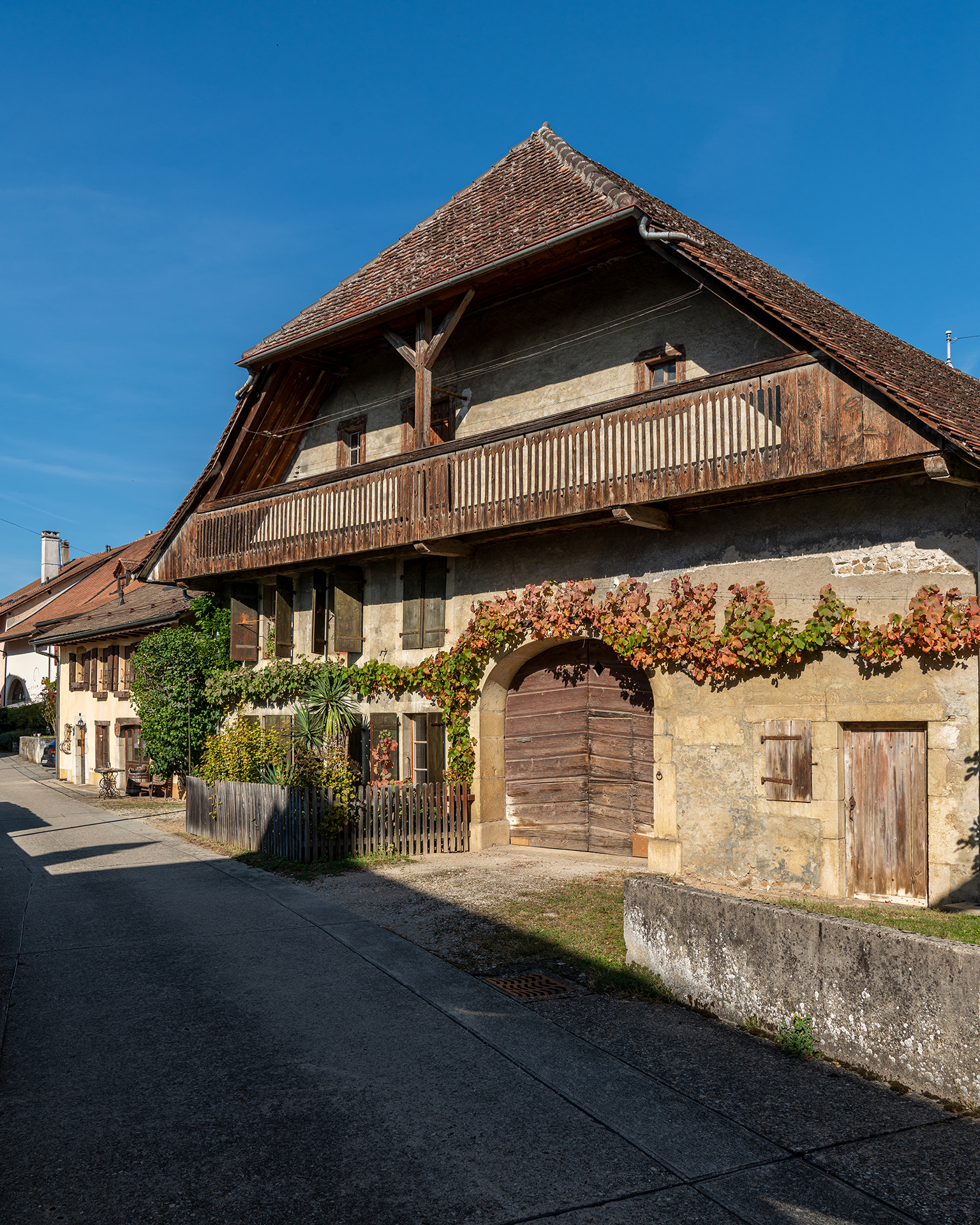
Bauernhaus (1625)
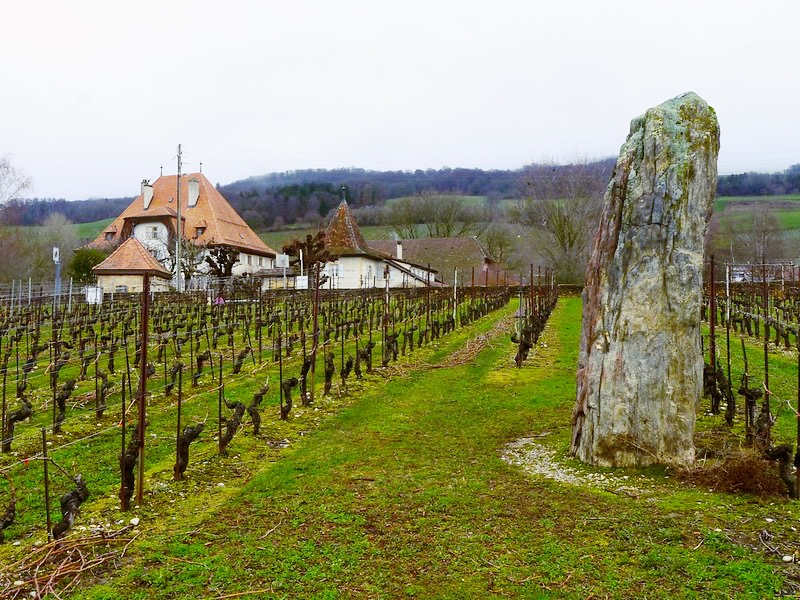
Menhir am Dorfeingang

## Persönlichkeiten
- Louis Germond der Jüngere (1825–1884), evangelischer Geistlicher und Gründer einer höheren Töchterschule

- Jean-Daniel Nicoud (* 1938), Schweizer Physiker und Informatiker